# Rhyssemus guineensis
Rhyssemus guineensis är en skalbaggsart som beskrevs av Rudolph Petrovitz 1969. Rhyssemus guineensis ingår i släktet Rhyssemus och familjen Aphodiidae. Inga underarter finns listade i Catalogue of Life.